# Uganda National Teachers’ Union
Uganda National Teachers’ Union (Abkürzung: UNATU) ist eine ugandische Lehrergewerkschaft.

## Geschichte
Ursprünglich als Uganda Teachers Association (UTA) aktiv, benannte sich der Lehrerverband im März 2003 in Uganda National Teachers’ Union um und unterwarf sich damit den Gewerkschaftsgesetzen von 1971 (Trade Union Act). 2006 wurden diese Gesetze mit dem Labour Unions Act aktualisiert. UNATU ist seit 2006 als gemeinnützig anerkannt. Mit ihren 140.000 Mitgliedern ist sie die größte und zugleich älteste Lehrergewerkschaft des Landes.
Zu den großen Aufgaben gehören zum einen die Tarifverhandlungen, zum anderen die Attraktivmachung des Lehrerberufs. Uganda, einst Vorreiter in der Bildungspolitik innerhalb Afrikas, ist heute im Bereich Bildung ein Entwicklungsland. Niedriges Gehalt und eine Klassengröße von 120 Schülern machen den Beruf des Lehrers unattraktiv. Die Gewerkschaft fordert daher seit ihren Anfängen eine Gehaltserhöhung um 100 % Prozent sowie Zuwendungen wie Reisegeld, unentgeltliche Krankenversicherung sowie Rentenerhöhungen. 2011 rief die Gewerkschaft zum Streik auf und konnte vor den anstehenden Wahlen Zugeständnisse von Yoweri Museveni abverlangen, die jedoch in der Folge wieder verwässert wurden. Zugleich stand die Gewerkschaft aber selbst in der Kritik, da sie nach Ansicht der Abspaltung Uganda Liberal Teachers Union (ULTU) Mitglieder selektiv auswähle sowie ihre Strukturen intransparent seien.
Seit 2016 verhandelt die UNATU mit Janet Museveni, der amtierenden Bildungsministerin und First Lady von Uganda. Bei den Verhandlungen konnte sie zumindest eine 50%ige Lohnerhöhung durchsetzen und die Bildungsausgaben unter Museveni stiegen deutlich an.